# Casuariidae
Los casuáridos o casuaríidos (Casuariidae) son una familia de aves casuariformes paleognatas.estas eran parte del orden struthioniformes pero más tarde fue ubicado en el orden de los Casuariiformes junto a los emues

## Taxonomía
La familia está conformada por dos géneros, uno viviente y el otro fósil. Estos son:
- Casuarius Brisson, 1760
- Emuarius Boles, 1992

Análisis filogenéticos realizados en miembros de ambos géneros nos permiten conocer las relaciones que guardan las especies de esta familia, tanto entre ellas como con otras, se puede expresar a través del siguiente cladograma:
|  | Struthio camelus                                                       |
|  |                                                                        |
|  | \| \| Pterocnemia pennata \| \| \| \| \| \| Rhea americana \| \| \| \| |
|  |                                                                        |
|  | Pterocnemia pennata                                                    |
|  |                                                                        |
|  | Rhea americana                                                         |
|  |                                                                        |

|  | Pterocnemia pennata |
|  |                     |
|  | Rhea americana      |
|  |                     |

|  | Casuarius bennetti         |
|  |                            |
|  | Casuarius casuarius        |
|  |                            |
|  | Casuarius unappendiculatus |
|  |                            |

|  | Emuarius gidju                                                                    |
|  |                                                                                   |
|  | \| \| Dromaius novaehollandiae \| \| \| \| \| \| Dromaius baudinianus \| \| \| \| |
|  |                                                                                   |
|  | Dromaius novaehollandiae                                                          |
|  |                                                                                   |
|  | Dromaius baudinianus                                                              |
|  |                                                                                   |

|  | Dromaius novaehollandiae |
|  |                          |
|  | Dromaius baudinianus     |
|  |                          |

|  | Casuarius bennetti         |
|  |                            |
|  | Casuarius casuarius        |
|  |                            |
|  | Casuarius unappendiculatus |
|  |                            |

|  | Emuarius gidju                                                                    |
|  |                                                                                   |
|  | \| \| Dromaius novaehollandiae \| \| \| \| \| \| Dromaius baudinianus \| \| \| \| |
|  |                                                                                   |
|  | Dromaius novaehollandiae                                                          |
|  |                                                                                   |
|  | Dromaius baudinianus                                                              |
|  |                                                                                   |

|  | Dromaius novaehollandiae |
|  |                          |
|  | Dromaius baudinianus     |
|  |                          |

|  | Struthio camelus                                                       |
|  |                                                                        |
|  | \| \| Pterocnemia pennata \| \| \| \| \| \| Rhea americana \| \| \| \| |
|  |                                                                        |
|  | Pterocnemia pennata                                                    |
|  |                                                                        |
|  | Rhea americana                                                         |
|  |                                                                        |

|  | Pterocnemia pennata |
|  |                     |
|  | Rhea americana      |
|  |                     |

|  | Casuarius bennetti         |
|  |                            |
|  | Casuarius casuarius        |
|  |                            |
|  | Casuarius unappendiculatus |
|  |                            |

|  | Emuarius gidju                                                                    |
|  |                                                                                   |
|  | \| \| Dromaius novaehollandiae \| \| \| \| \| \| Dromaius baudinianus \| \| \| \| |
|  |                                                                                   |
|  | Dromaius novaehollandiae                                                          |
|  |                                                                                   |
|  | Dromaius baudinianus                                                              |
|  |                                                                                   |

|  | Dromaius novaehollandiae |
|  |                          |
|  | Dromaius baudinianus     |
|  |                          |

|  | Casuarius bennetti         |
|  |                            |
|  | Casuarius casuarius        |
|  |                            |
|  | Casuarius unappendiculatus |
|  |                            |

|  | Emuarius gidju                                                                    |
|  |                                                                                   |
|  | \| \| Dromaius novaehollandiae \| \| \| \| \| \| Dromaius baudinianus \| \| \| \| |
|  |                                                                                   |
|  | Dromaius novaehollandiae                                                          |
|  |                                                                                   |
|  | Dromaius baudinianus                                                              |
|  |                                                                                   |

|  | Dromaius novaehollandiae |
|  |                          |
|  | Dromaius baudinianus     |
|  |                          |